# Flushing Remonstrance

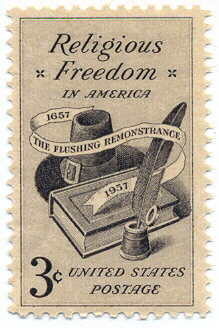
Selo comemorativo pela liberdade religiosa e Flushing Remonstrance.

Flushing Remonstrance foi uma petição colonial americana de 1657, ao Peter Stuyvesant, o governador da colônia holandesa de Nova Netherland, em que vários cidadãos (nenhum deles próprios os Quakers) solicitou o fim da proibição do culto quaker. É considerada precursora da Constituição dos Estados Unidos sobre a liberdade de religião na Carta de Direitos.
Flushing, em Queens, Nova Iorque, era então parte da colônia holandesa de Nova Netherland. Stuyvesant tinha formalmente proibido a prática de todas as religiões fora da Igreja Reformada holandesa. Em 1656 William Wickenden, pastor batista de Rhode Island foi detido pelas autoridades coloniais neerlandês, e encarcerado, multado, e exilado por batizar cristãos em Flushing.
O Flushing Remonstrace foi assinado em 27 de dezembro de 1657 por um grupo de cidadãos ofendidos pela perseguição dos Quakers e as políticas religiosas da Stuyvesant.

## Signatários
Os 30 signatários foram:
- Nicolas Blackford
- Jorge Clere
- Elias Doughtie
- Edward Farrington, magistrado
- Tobias Feake, xerife
- Campo Antonie
- Robert Field, Ir.
- Robert Field, Jr.
- João Foard
- Eduardo Griffin
- Eduardo Hart
- Natanael Hefferd
- Benjamim Hubbard
- João Mastine
- Michael Milner
- Guilherme Nobre, magistrado
- Nicolau Parsell
- Guilherme Pidgion
- Henrique Semtell
- Ricardo Stockton
- Loja John
- Eduardo Tarne
- William Thorne Sr.
- Guilherme Thorne Jr.
- João Townsend
- Henrique Townsend
- Natanael Ter
- Miquéias Ter
- Filipe Udall
- George Wright

Hart assinou primeiro como escriturário do grupo; cada um dos vários outros signatários escreveu um X que é rotulado como sua marca.